# Palpada flavoscutellata
Palpada flavoscutellata är en tvåvingeart som först beskrevs av Hull 1937.  Palpada flavoscutellata ingår i släktet Palpada och familjen blomflugor.
Artens utbredningsområde är Costa Rica. Inga underarter finns listade i Catalogue of Life.